# 布羅克森 (佛羅里達州)
布羅克森（英語：Broxson）是位於美國佛羅里達州聖羅薩縣的一個人口普查指定地區。

## 地理
布羅克森的座標為30°34′04″N 86°55′19″W / 30.56778°N 86.92194°W，而該地最高點為海拔高度2米（即7英尺）。

## 人口
根據2010年美國人口普查的數據，布羅克森的面積為5.00平方千米，當中陸地面積為5.00平方千米，而水域面積為5.00平方千米。當地共有人口500人，而人口密度為每平方千米100人。